# Låneförmedling i Sverige
Låneförmedling av privatlån (också kallat blancolån, konsumtionslån och lån utan säkerhet) och bolån är en finansiell tjänst som 2017 i Sverige omsatte över en miljard kronor. Svenska Dagbladet skriver i en artikel från 2017-06-20 att de största låneförmedlarna växt 45% mellan 2015 och 2016. Genom en låneförmedlare (ett bolag som bedriver låneförmedling) kan en privatperson med en låneansökan jämföra flera lånealternativ från olika långivare, som mest drygt 30 aktörer. Tjänsten att förmedla ett lån kallas låneförmedling. 
2020 har låneförmedlare vuxit lavinartat och en av de största aktörerna på marknaden omsätter över en halv miljard kronor per år i provisionsintäkter. 
Numera finns det låneförmedlare med olika inriktningar, exempelvis att erbjuda lån till personer som har betalningsanmärkningar. Det finns också låneförmedlare som primärt vänder sig till  företag. På den svenska marknaden finns det åtminstone ett 20-tal låneförmedlare.  

## Låneförmedling av bolån
Låneförmedling av bolån stod 2016 för en ganska liten del (<5%) av låneförmedlarnas omsättning. Storbankerna (Nordea, Swedbank, SEB och Handelsbanken) har tidigare inte erbjudit sina bolån genom låneförmedlarna. Den största aktören hos låneförmedlarna har varit SBAB. Avsaknad av storbankerna hos låneförmedlarna har minskat möjligheterna till låneförmedling.

## Låneförmedling av privatlån
Låneförmedling av privatlån har blivit en mer etablerad finansiell tjänst och under 2017 förmedlades i Sverige privatlån till ett värde på över 30 miljarder kronor. Från 2017 till 2018 ökade andelen privatlånekunder som tog hjälp av en låneförmedlare med 30% och totalt nyttjade 13% av alla kunder som tog blancolån en låneförmedling. 
Storbankerna konkurrerar här med många nischbanker om en lånestock som i januari 2018 var på 238 miljarder kronor. Lånestocken har i nominella termer vuxit 6,3% årligen mellan 2001 och 2017 och 4,1% de senaste fem åren (2013-2017). Det ska jämföras med nominell BNP-tillväxt på 3,7% mellan 2001 och 2017 och 4,6% de senaste fem åren (2013-2017). 
Låneförmedling som finansiell tjänst fick en viktig fördel när Upplysnings Centralen öppnade upp för den så kallade låneförmedlarlösningen: Att endast en kreditupplysning registrerades trots att flera långivare kunde ta del av en ansökan som inkommit genom en låneförmedlare. Varje långivare som tar del av ansökan tar en omfrågandekopia hos Upplysningscentralen men denna registreras inte. Därmed har en ansökan genom en låneförmedlare en mindre påverkan på sökandes riskprognos än om varje bank hade tagit en kreditupplysning som hade registrerats. 
Låneförmedling är en tillståndspliktig finansiell tjänst. För att förmedla privatlån krävs ansökan och godkännande av tillstånd som Konsumentkreditinstitut hos Finansinspektionen (Sverige) . Vad ansökan ska innehålla hittas i Finansinspektionens föreskrifter och allmänna råd (FFFS 2014:8) om viss verksamhet med konsumentkrediter. Handläggningstiden hos Finansinspektionen är 90 dagar och kostar 65 000 kr. Årlig tillsynsavgift är 50 000 kr. 
Många låneförmedlare har flera varumärken alternativt samarbete med andra parter genom så kallade white-label-lösningar. I dessa fall är det ofta ett och samma företag som har Finansinspektionens tillstånd för konsumentkreditförmedling.